# فردریک دار
فردریک دار (به فرانسوی: Frédéric Dard) رمان‌نویس قرن بیستم میلادی اهل فرانسه بود.
او که در ۲۹ ژوئن سال ۱۹۲۱ در خانواده‌ای متوسط در شهری در نزدیکی شهر لیون به دنیا آمده بود، در پایان دهه ۱۹۷۰ دیگر نام خود را بر روی کتاب‌هایش نمی‌نوشت و آثارش را با همان نام «سن آنتونیو» منتشر می‌کرد. وی حتی یکی از کتاب‌های معروفش با نام «آیا باید پسربچه‌هایی را که دستشان روی باسنشان است، کشت؟» (۱۹۸۴) را که در آن ماجرای ربوده شدن دخترش را روایت می‌کند، با همین نام سن آنتونیو منتشر کرد. اوج فعالیت ادبی او در همان دهه ۱۹۸۰ بود. تا سال ۱۹۷۸ بیش از ۱۰۰ میلیون از آثار وی در سراسر جهان به فروش رفته بود و وقتی در ژوئن سال ۲۰۰۰ در سوئیس درگذشت، بیش از ۴۰۰ رمان منتشر کرده بود. از تعدادی از آثار دار نیز اقتباس سینمایی شده است؛ از جمله «آسانسور» و «آغوش شب» که ژاک گیمو در ۱۹۶۱ بر اساس آن فیلمی ساخت. در ایران، اولین بار، ذبیح‌الله منصوری به سراغ آثار وی رفت و رمان «آخرین ضربه» را از این نویسنده ترجمه و منتشر کرد. «آسانسور»، «مرگی که حرفش را می‌زدی»، «کابوس سحرگاهی»، «چمن»، «قیافه نکبت من»، «بزهکاران»، «بچه‌پُرروها»، «زهر تویی»، «قاتل غمگین»، «تصادف»، «تنگنا»، «دژخیم می‌گرید»، «اغما»، «نان حلال»، «مردِ خیابان»، «قتل عمد؟»، «دفتر حضور و غیاب»، «آغوش شب» و «آدم که نمی‌میرد» عناوین کتاب‌هایی از فردریک دار است که به فارسی ترجمه و منتشر شده است.